# Bernardino de Melgar Abreu
Bernardino de Melgar Abreu (Arrasate, 15 d'octubre de 1864 - Madrid, 11 de gener de 1942) fou un aristòcrata i polític espanyol, marquès de Benavites des de 1893, marquès de Canales, marquès de Chozas i marquès de San Juan de Piedras Albas, diputat a les Corts Espanyoles durant la restauració borbònica.
Era llicenciat en dret, dirigí la Revista de la Unión Ibero-Americana, i milità en el Partit Conservador, amb el qual fou nomenat senador per la província de Múrcia el 1899-1900 i el 1911-1914, i diputat pel districte de Nules (província de Castelló de la Plana a les eleccions generals espanyoles de 1903, 1905 i 1907. Durant la Dictadura de Primo de Rivera formà part de l'Assemblea Nacional el 1927 com a representant de les organització de la província d'Àvila de la Unión Patriótica. També fou membre de la Reial Acadèmia de la Història

## Obres
- Tratado de expropiación forzosa
- Fiestas de toros, bosquejo histórico (1927)